# Verchnjaja Pysjma
Verchnjaja Pysjma (ryska Ве́рхняя Пышма́) är en stad i Sverdlovsk oblast i Ryssland. Den strax norr om Jekaterinburg. Folkmängden uppgår till cirka 65 000 invånare.

## Historia
Orten grundades 1660, med namnet Pysjminskoje, efter floden Pysjma. Stadsrättigheter erhölls 1948.